# Gene Kelly
Eugene Curran "Gene" Kelly (23 tháng 8 năm 1912 – 2 tháng 2 năm 1996) là một vũ sư, diễn viên, ca sĩ, đạo diễn phim, nhà sản xuất phim và biên đạo múa người Mỹ. Ông được biết đến với phong cách tràn đầy năng lượng, kỹ năng khiêu vũ, vẻ ngoài điển trai, và các nhân vật dễ thương mà ông đã đóng trên màn ảnh.
Nổi tiếng nhất với các vai diễn của ông trong các phim như An American in Paris (1951), Anchors Aweigh (1945), và Singin' in the Rain (1952), ông là một thế lực trong các phim nhạc kịch cho đến khi chúng trở nên lỗi thời cuối những năm 1950. Nhiều đổi mới của ông đã xoay chuyển nhạc kịch Hollywood và ông được ghi nhận như người đã một mình làm các hình thức múa ba lê thương mại được khán giả chấp nhận trên phim ảnh. Kelly đã nhận được giải Oscar danh dự năm 1952 cho thành tựu sự nghiệp của mình. Sau đó, ông nhận được giải thưởng thành tựu trọn đời của Kennedy Center Honors (1982), Screen Actors Guild và Viện phim Mỹ. In 1999, Viện phim Mỹ cũng xếp hạng ông thứ 15 trong Danh sách 100 ngôi sao điện ảnh của Viện phim Mỹ.

## Giải thưởng và đề cử

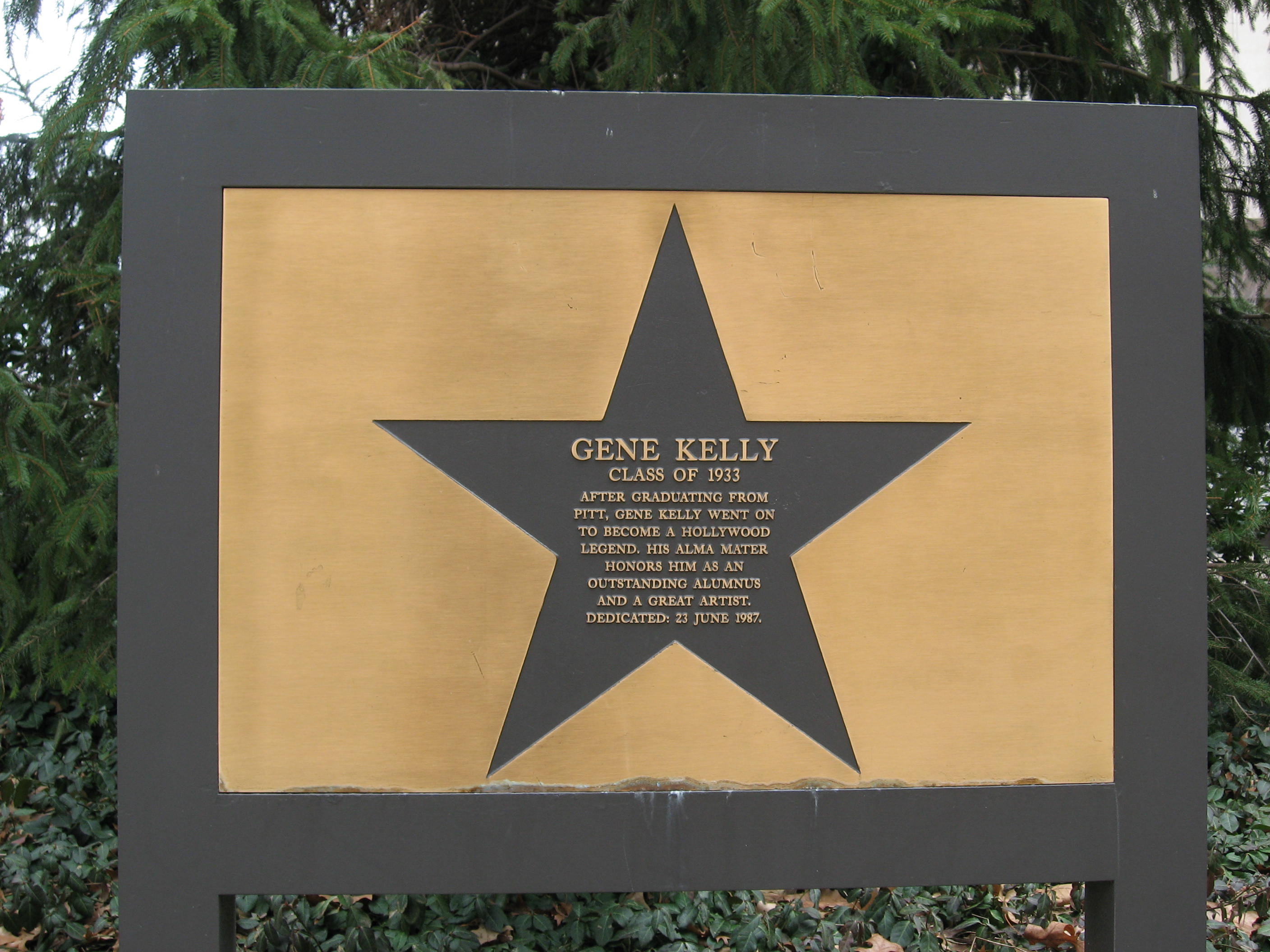
Phù điêu tôn vinh Gene Kelly tại alma mater của ông, University of Pittsburgh

- 1942 –  Giải thưởng Nam diễn viên xuất sắc nhất của Hội đồng quốc gia về đánh giá cho vai diễn trong For Me and My Gal
- 1946 – Đề cử giải Oscar Best Actor cho vai diễn trong Anchors Aweigh (1945)
- 1951 – Đề cử cho giải thưởng Quả cầu vàng cho Nam diễn viên xuất sắc nhất trong Motion Picture Musical or Comedy cho An American in Paris
- 1952 – Giải Oscar danh dự, đánh giá cao tính linh hoạt của ông như là một diễn viên, ca sĩ, đạo diễn và diễn viên múa, và đặc biệt cho những thành tựu rực rỡ của mình trong nghệ thuật vũ đạo trên phim. Tượng Oscar này đã bị mất trong một vụ cháy trong năm 1983 và được thay thế vào năm 1984.
- 1956 – Giaỉ Gấu Vàng tại Liên hoan phim quốc tế Berlin lần thứ 6 cho Invitation to the Dance.[4]
- 1958 – Đề cử cho Giải thưởng Golden Laurel cho Best Male Musical Performance trong Les Girls.
- 1958 – Giải thưởng TV hàng năm của Dance Magazine cho vai diễn trong Dancing: A Man's Game của phim bộ Omnibus. Ông cũng được đề cử giải Emmy với bài hát hay nhất của phim này.
- 1960 – In France, Kelly được tặng thưởng Chevalier Bắc Đẩu Bội tinh
- 1962 – Gene Kelly Dance Film Festival được Bảo tàng Nghệ thuật Hiện đại tổ chức.
- 1964 – Silver Sail Best Actor cho vai diễn trong What a Way to Go! (1964) tại Locarno International Film Festival.
- 1967 – Giải Emmy cho Outstanding Children's Program trong Jack and the Beanstalk.
- 1970 – Đề cử cho Quả cầu vàng, Đạo diễn tốt nhất trong Hello, Dolly!, 1969.
- 1981 – Giải Cecil B. DeMille tại Giải Quả cầu vàng.
- 1981 – Kelly là chủ đề của một liên hoan phim hai tuần ở Pháp.
- 1982 – Giải thưởng Thành tựu trọn đời trong năm thứ năm của Kennedy Center Honors.
- 1985 – Giải thưởng Thành tựu trọn đời của Viện phim Mỹ
- 1989 – Giải thưởng Thành tựu trọn đời của Screen Actors Guild.
- 1991 – Pittsburgh Civic Light Opera khánh thành Giải thưởng Gene Kelly, trao tặng hàng năm cho các vở nhạc kịch trung học ở Allegheny County, Pennsylvania.
- 1992 – Được đưa vào American Theater Hall of Fame.[5]
- 1994 – Được tặng National Medal of Arts do Bill Clinton trao tặng[6]
- 1994 – The Three Tenors trình diễn "Singin' in the Rain" với sự có mặt của ông tại concert ở Dodger Stadium, Los Angeles.
- 1996 – Honorary César Award, César là giải thưởng điện ảnh quốc gia chính ở Pháp.
- 1996 – Tại lễ trao giải Oscar, đạo diễn Quincy Jones đã làm lễ tưởng niệm cho ông khi ông vừa mới mất, và Savion Glover thực hiện lại trường đoạn nhảy của ông trong "Singin' in the Rain".
- 1997 – Được xếp hạng thứ 26 trong danh sách của tạp chí Empire (UK) "The Top 100 Movie Stars of All Time".
- 1999 – Được xếp hạng thứ 15 trong danh sách của American Film Institute "Greatest Legends".
- 2013 - "Singin' in the Rain" được xếp hạng một trong danh sách "The Nation's Favourite Dance Moment".

### Phim ca nhạc
| Năm  | Tên                            | Vai diễn                                            | Chú tích                                                                     |
| ---- | ------------------------------ | --------------------------------------------------- | ---------------------------------------------------------------------------- |
| 1942 | For Me and My Gal              | Harry Palmer                                        |                                                                              |
| 1943 | DuBarry Was a Lady             | Alec Howe/Black Arrow                               |                                                                              |
| 1943 | Thousands Cheer                | Private Eddie Marsh                                 |                                                                              |
| 1944 | Cover Girl                     | Danny McGuire                                       |                                                                              |
| 1945 | Anchors Aweigh                 | Joseph Brady                                        | Đề cử — Academy Award for Best Actor                                         |
| 1945 | Ziegfeld Follies               | Gentleman in 'The Babbit and the Bromide'           |                                                                              |
| 1947 | Living in a Big Way            | Leo Gogarty                                         |                                                                              |
| 1948 | The Pirate                     | Serafin                                             |                                                                              |
| 1948 | The Three Musketeers           | D'Artagnan                                          |                                                                              |
| 1948 | Words and Music                | (Chính mình)                                        |                                                                              |
| 1949 | Take Me Out to the Ball Game   | Eddie O'Brien                                       |                                                                              |
| 1949 | On the Town                    | Gabey                                               |                                                                              |
| 1950 | "Black Hand"                   | Giovanni (Johnny) Colombo                           |                                                                              |
| 1950 | Summer Stock                   | Joe D. Ross                                         |                                                                              |
| 1951 | An American in Paris           | Jerry Mulligan                                      | Đề cử — Golden Globe Award for Best Actor – Motion Picture Musical or Comedy |
| 1952 | Singin' in the Rain            | Don Lockwood                                        |                                                                              |
| 1954 | Brigadoon                      | Tommy Albright                                      |                                                                              |
| 1954 | Deep in My Heart               | Specialty in 'Dancing Around'                       |                                                                              |
| 1955 | It's Always Fair Weather       | Ted Riley                                           |                                                                              |
| 1956 | Invitation to the Dance        | Host/Pierrot/The Marine/Sinbad                      |                                                                              |
| 1957 | Les Girls                      | Barry Nichols                                       |                                                                              |
| 1958 | Marjorie Morningstar           | Noel Airman                                         |                                                                              |
| 1960 | Let's Make Love                | (Chính mình)                                        |                                                                              |
| 1960 | Inherit the Wind               | E.K. Hornbeck, newspaperman of the Baltimore Herald |                                                                              |
| 1964 | What a Way to Go!              | Pinky Benson                                        |                                                                              |
| 1966 | Les Demoiselles de Rochefort   | Andy Miller                                         |                                                                              |
| 1974 | That's Entertainment!          | (Chính mình)                                        | Also archive footage                                                         |
| 1976 | That's Entertainment, Part II  | (Chính mình)                                        | Also archive footage                                                         |
| 1980 | Xanadu                         | Danny McGuire                                       |                                                                              |
| 1994 | That's Entertainment, Part III | (Chính mình)                                        | Also archive footage                                                         |

### Nhạc kịch
| Ngày                                                  | Tên                   | Vai diễn                                                                             | Chú thích |
| ----------------------------------------------------- | --------------------- | ------------------------------------------------------------------------------------ | --- |
| ngày 9 tháng 11 năm 1938 – ngày 15 tháng 7 năm 1939   | Leave It to Me!       | Secretary to Mr. Goodhue                                                             | Was also a chorus boy in this production, backing Mary Martin in her famous number "My Heart Belongs To Daddy" |
| ngày 4 tháng 2 năm 1939 – ngày 27 tháng 5 năm 1939    | One for the Money     | các vai khác nhau                                                                    | |
| ngày 25 tháng 10 năm 1939 – ngày 6 tháng 4 năm 1940   | The Time of Your Life | Harry                                                                                | |
| ngày 23 tháng 9 năm 1940 – ngày 19 tháng 10 năm 1940  | The Time of Your Life | Harry                                                                                | |
| ngày 25 tháng 12 năm 1940 – ngày 29 tháng 11 năm 1941 | Pal Joey              | Joey Evans                                                                           | |
| ngày 1 tháng 10 năm 1941 – ngày 4 tháng 7 năm 1942    | Best Foot Forward     | Choreography                                                                         | |
| ngày 1 tháng 12 năm 1958 – ngày 7 tháng 5 năm 1960    | Flower Drum Song      | Đạo diễn                                                                             | |
| ngày 22 tháng 2 năm 1979 – ngày 1 tháng 4 năm 1979    | Coquelico             | Nhà sản xuất                                                                         | |
| ngày 2 tháng 7 năm 1985 – ngày 18 tháng 5 năm 1986    | Singin' in the Rain   | Original film choreography Nominated — Drama Desk Award for Outstanding Choreography | |

### TV
| Năm       | Tên                                              | Vai diễn                          | Chú thích                             |
| --------- | ------------------------------------------------ | --------------------------------- | ------------------------------------- |
| 1948      | The Three Musketeers                             | D'Artagnan                        |                                       |
| 1958      | Omnibus                                          | (Chính mình)                      | Tập: "Dancing: A Man's Game"          |
| 1962–1963 | Going My Way                                     | Father Chuck O'Malley             | 30 tập                                |
| 1965      | Gene Kelly: New York, New York                   | (Chính mình)                      |                                       |
| 1965      | The Julie Andrews Show                           | (Chính mình)                      |                                       |
| 1967      | Jack and the Beanstalk                           | Jeremy Keen, Proprietor (Peddler) | Giải Emmy cho Best Children's Program |
| 1971      | The Funny Side                                   | (Chính mình)                      | Series host                           |
| 1973      | Magnavox Presents Frank Sinatra                  | (Chính mình)                      |                                       |
| 1977      | Yabba-Dabba-Doo!The Happy World of Hanna-Barbera | (Chính mình)                      | Documentary Host                      |
| 1978      | Gene Kelly: An American in Pasadena              | (Chính mình)                      |                                       |
| 1980      | The Muppet Show                                  | (Chính mình)                      |                                       |
| 1985      | North and South                                  | Senator Charles Edwards           | Sê-ri ngắn                            |
| 1986      | Sins                                             | Eric Hovland                      | Sê-ri ngắn                            |
| 2007      | Family Guy                                       | Joseph Brady (Road to Rupert)     | Archive footage, uncredited           |